# Ecnomus iomari
Ecnomus iomari är en nattsländeart som beskrevs av Cartwright 1998. Ecnomus iomari ingår i släktet Ecnomus och familjen trattnattsländor. Inga underarter finns listade i Catalogue of Life.